# L'amour est une mélodie
Pour plus de détails, voir Fiche technique et Distribution.
L'amour est une mélodie (titre original : Shine on Harvest Moon) est un film musical biographique américain réalisé par David Butler, sorti en 1944.
Il s'agit d'un film biographique sur les deux célébrités de Broadway qu'étaient la chanteuse Nora Bayes et son mari, le compositeur Jack Norworth.

## Fiche technique
- Titre : L'amour est une mélodie
- Titre original : Shine on Harvest Moon
- Réalisation : David Butler
- Scénario : Richard Weil
- Décors : Jack McConaghy (en)
- Costumes : Milo Anderson
- Photographie : Arthur Edeson
- Effets visuels : Edwin B. DuPar
- Montage : Irene Morra
- Musique : Heinz Roemheld
- Production : William Jacobs et Jack L. Warner
- Société de production et de distribution : Warner Bros. Pictures
- Pays d'origine : États-Unis
- Langue : anglais
- Format : Noir et blanc - 35 mm - 1,37:1 - Son mono
- Genre : Biopic, romance et film musical
- Durée : 112 minutes
- Dates de sortie :
  - États-Unis : 10 mars 1944
  - France : 25 août 1948

## Distribution
- Ann Sheridan : Nora Bayes
- Dennis Morgan : Jack Norworth
- Jack Carson : Le Grand Georgetti
- Irene Manning : Blanche Mallory
- S. Z. Sakall : Poppa Carl
- Marie Wilson : Margie
- Robert Shayne : Dan Costello
- Bob Murphy : Sergent de police
- The Four Step Brothers : Danseurs

Acteurs non crédités :
- Ann Codee : La costumière
- Gino Corrado : Le chef de Romero
- Joseph Crehan : Le régisseur Harry Miller
- Nestor Paiva : Romero
- Philip Van Zandt : Cullen
- Charles C. Wilson : Un régisseur

## À noter
- Nora Baynes a déjà été représentée à l'écran dans Tin Pan Alley.
- Le titre original  du film, Shine On, Harvest Moon, est celui de la chanson la plus célèbre du couple.
- Le titre du film a été parodié en Shine On Harvey Moon, une série britannique des années 80.